# Kanton Draveil
Kanton Draveil je francouzský kanton v departementu Essonne v regionu Île-de-France. Vznikl 7. prosince 1975.

## Složení kantonu
| Obec    | Počet obyvatel (2009) | PSČ   | INSEE       |
| ------- | --------------------- | ----- | ----------- |
| Draveil | 28 564                | 91210 | 91 2 29 201 |